# James Millar
James Millar (1762 — 1827) foi um médico escocês e cientista naturalista, responsável pela quarta e quinta edições da Encyclopædia Britannica.  Embora fosse um bom escritor de tópicos científicos, ele não foi considerado um bom editor chefe, por ser "lento e vagaroso e não bem qualificado".